# 榎本栄一
榎本 栄一（えのもと えいいち、1903年10月 - 1998年10月18日）は、仏教詩人。
兵庫県淡路島三原郡阿万町（現南あわじ市）生まれ。五歳の時大阪に出て父母は小間物化粧品店を始める。高等小学校卒業の頃に父が死亡。19歳の頃から母と家業に精を出す。生田春月の『詩と人生』へ投稿。空襲で淡路へ逃れたのち大阪へ戻り知人の店舗化粧品部を担当。1950年東大阪市で化粧品店を開業。浄土真宗に帰依して念仏のうたと称する仏教詩を書く。1994年仏教伝道文化賞受賞。

## 著書
- 『田舎 詩集 第1輯』私家版、1937
- 『群生海 詩集』東本願寺難波別院 1975
- 『煩悩林 詩集』真宗大谷派難波別院 1980
- 『難度海 念仏のうた』樹心社 1981
- 『光明土 念仏のうた』樹心社 1984
- 『娑婆巡礼』真宗大谷派名古屋別院教務部 東別院伝道叢書 1986
- 『常照我 念仏のうた』樹心社 1987
- 『いのち萌えいずるままに 念仏者の自己発見』櫛谷宗則記 柏樹社 1990
- 『無辺光 念仏のうた』樹心社 1990
- 『尽十方 念仏のうた』樹心社 1993
- 『無上仏 念仏のうた』樹心社 1995
- 『コトリと息がきれたら嬉しいな 榎本栄一いのち澄む』櫛谷宗則記 探究社 2001

## 注
1. ↑  『人物物故大年表』
2. ↑  『無辺光』著者紹介